# Partito Conservatore Liberale
Il Partito Conservatore Liberale (in tedesco Freikonservative Partei) fu un partito dell'Impero tedesco, attivo prevalentemente in Prussia fino al 1918 e politicamente collocato tra il tradizionalista Partito Conservatore Tedesco ed il Partito Nazionale Liberale. Dopo la prima guerra mondiale i suoi elettori passarono in gran parte al Partito Popolare Nazionale Tedesco. Una parte minore seguì il Partito Popolare Tedesco sotto la guida di Gustav Stresemann.

## Programma
Politicamente, il Partito Liberale Conservatore invocò la tutela degli interessi politico-culturali del protestantesimo prussiano e degli interessi economici degli agricoltori dell'Elba orientale. Inoltre, si espresse chiaramente contro il costituzionalismo e la divisione dei poteri. Il partito appoggiò senza riserve il cancelliere Bismarck e, nel suo governo, rappresentò il particolarismo prussiano ed un pensiero patriarcale tipicamente cristiano.

## Storia
Il Partito Liberale Conservatore fu fondato nel 1867. Nel 1866 a seguito di una scissione del Partito Conservatore Prussiano nacque, inizialmente, come Associazione Liberal-Conservatrice sotto la guida del conte Eduard Georg von Bethusy-Huc.
Sostenne la politica di unificazione di Otto von Bismarck e si compose principalmente di Junker ed élite burocratiche. Tra i rappresentanti più illustri dei liberal-conservatori si annoverano il proprietario terriero Wilhelm von Kardorff, l'industriale Carl Ferdinand von Stumm-Halberg, il politico e professore di diritto Heinrich von Achenbach, lo junker Karl Rudolf Friedenthal, il duca Hermann von Hatzfeldt, l'ambasciatore a Londra nel 1914 Karl Max principe di Lichnowsky, il diplomatico Willibald von Dirksen, il primo presidente della Reichsbank tedesca Hermann von Dechend, il governatore della provincia di Sassonia e Presidente della Federazione Evangelica Wilko Levin Graf von Wintzingerode-Bodenstein, l'avvocato e rappresentante degli interessi dei proprietari terrieri Johann Viktor Bredt, i generali prussiani Hans von Beseler (figlio del giurista Georg Beseler, a sua volta membro) ed Eduard von Liebert e gli storici Hans Delbrück ed Otto Hoetzsch.

### Partito del Reich tedesco (dal 1871)
Dal 1871 in poi, a livello federale, i liberal-conservatori si autodefinirono il Partito del Reich tedesco. Dal punto di vista politico, si collocò tra i Nazional-liberali da un lato e il Partito Conservatore dall'altro. I liberal-conservatori, come partito decisamente filogovernativo, sostennero la Kulturkampf e, come partito d'élite, sostennero le leggi anti-socialiste di Bismarck. Nel 1878 fu la forza trainante del passaggio al regime doganale protezionistico, sotto la guida di Wilhelm von Kardorff. Nel 1887 e nel 1890 fu uno dei cosiddetti partiti dell'intesa: un'alleanza elettorale tra i partiti di destra (Partito Conservatore Tedesco e liberal-conservatori) e i nazional-liberali. L'intesa mirava a sostenere la tesi di Bismarck (c.d. Bismarck sans phrase) ed impose il Septennat.

### Dal 1890 alla fine dell'Impero
Il partito vantava roccaforti in Slesia, dove trovò spazio anche la nobiltà cattolica, tra cui si ricorda Ugo di Hohenlohe-Öhringen, duca di Ujest, Vittorio I duca di Ratibor e Hans Heinrich XI von Hochberg, principe di Pless. Si incarnò in loro "l'Alleanza dei latifondisti con i magnati industriali" (Heinz Gollwitzer).

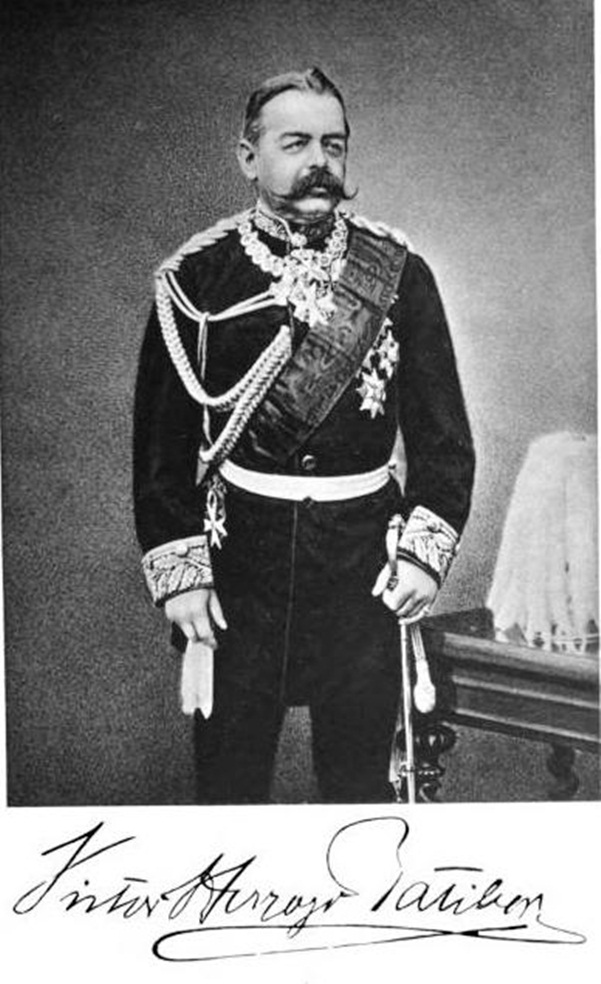
Vittorio I duca di Ratibor, cofondatore dei Liberal-Conservatori

Per questo venne considerato il partito della nobiltà, dei ministri e dei diplomatici e raramente fu votato dalle classi sociali inferiori.
L'organizzazione interna fu molto semplice, si componeva principalmente dei gruppi del Reichstag e del parlamento prussiano. Per stabilire il legame tra questi due gruppi fu istituito nel 1870 un comitato federale, che svolse poca attività e che ebbe un ufficio a Berlino composto da una sola persona. Prima del 1890 non vi fu un presidente di partito ufficiale, il primo congresso si tenne a Breslavia nel 1906 e dal 1907 vi fu un'associazione elettorale come struttura ufficiale del partito, guidata da un consiglio generale e da una commissione. Successivamente furono create anche organizzazioni regionali.
Il giornale storico del partito fu Die Post, critico nei confronti del governo, dal 1910 fece parte dell'area dell'Alldeutscher Verband.
Durante l'età guglielmina, il partito sostenne la politica coloniale attiva, difese la costruzione della flotta da guerra e la politica internazionale. Dopo Stumm-Halberg e Kardorff, i politici più importanti furono lo slesiano Octavio von Zedlitz-Neukirch ed il proprietario terriero della Prussia Orientale Karl von Gamp-Massaunen. I principali rappresentanti del partito contribuirono a fondare il Associazione nazionale contro la socialdemocrazia. Negli anni 1906-1909, i liberal-conservatori facevano parte della maggioranza del cancellierato di von Bülow. Nel 1912, come rappresentante del conservatorismo riformatore, Adolf Grabowsky cercò di creare un Partito Popolare Conservatore attraverso la rivista Das neue Deutschland - Wochenschrift für konservativen Fortschritt (Nuova Germania - Settimanale per il progresso conservatore), senza ottenere alcun risultato. Durante la prima guerra mondiale, il partito propugnò obiettivi espansionistici, rifiutò la risoluzione di pace del 1917, si oppose alla parlamentarizzazione della costituzione del Reich e, con poche eccezioni (Bredt), si oppose alla riforma del sistema elettorale prussiano delle tre classi e sostenne in parte il militarista Partito Tedesco della Patria. All'interno del partito, si trovarono contrapposti un'ala governativa tradizionale-elitaria e un'ala piccolo-borghese radicalizzata-alldeutsch.

### La Repubblica di Weimar
Nel 1918 la maggioranza dei suoi membri partecipò alla fondazione del Partito Popolare Nazionale Tedesco (DNVP). Un'altra parte dei suoi iscritti fu assorbita dal nazional-liberale Partito Popolare Tedesco (DVP). Nel 1929 il generale von Liebert entrò a far parte del NSDAP.